# Кулибали, Адама (политик)
Адама Кулибали (фр. Adama Coulibaly; род. 5 июня 1942, Корого) — ивуарийский политический деятель и экономист, министр финансов и бюджета (с 2023).

## Биография
Родился 5 июня 1942 года в Корого, Кот-д’Ивуар. Окончил Университет Пантеон-Ассас, где получил докторскую степень в области экономических исследований.
В 1983 году Кулибали стал преподавать на факультете экономических и социальных исследований Университета Феликса-Уфуэ-Буаньи в Абиджане, а затем стал работать в национальном центре экономических и социальных исследований. В 1990 году он стал сотрудником реализации программы развития ООН, а затем переехал в Нью-Йорк, где стал работать в центральном офисе программы, отвечая за реализацию её политики Гвинее и Демократической Республике Конго.
В январе 2014 года Кулибали вернулся в Кот-д’Ивуар и был назначен руководителем администрации министра Ньяле Кабы, а 4 сентября 2019 года сменил Адаму Коне на посту министра экономики и финансов. После некоторых перестановок и образования нового правительства 17 октября 2023 года он получил портфель министра финансов и бюджета. Кроме того, 2 сентября 2023 года он был избран мэром города Димбокро.